# Semeru
Semeru cunoscut și sub numele de „Mahameru” (Munte Mare) este un stratovulcan de pe insula Java cu altitudinea de 3.676 m deasupra n.m., fiind cel mai înalt munte din Indonezia. Vulcanul este frecvent activ și se află în partea de est a insulei și la sud-est de orașul Surabaya. Are un crater cu diametrul de 500 m. Muntele este considerat unul dintre cei mai frumoși, dar și cei mai periculoși vulcani din lume, ultima erupție fiind în data de 4 Decembrie 2022. Numai din anul 1950 el a avut peste 50 de erupții, din care 10 au fost foarte intensive.

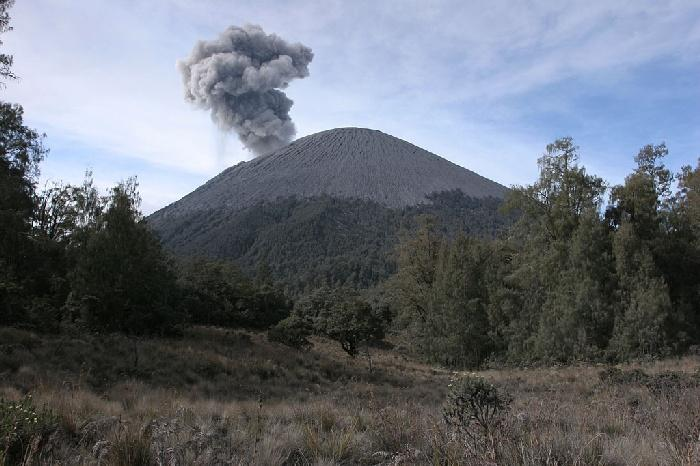
Semeru, vedere generală
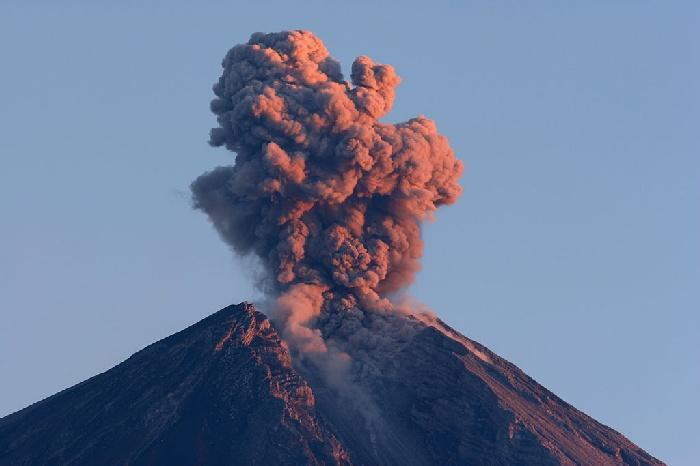
Semeru înainte de erupție
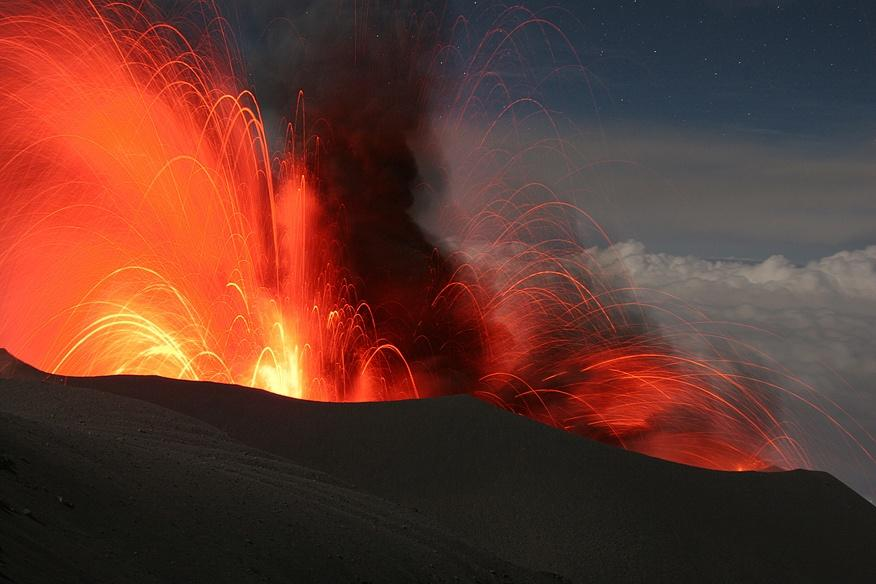
Semeru activ